# 苏维埃山脉
苏维埃山脉（俄语：Советский Хребет）是温祢古丹岛北部的山脉，属萨哈林州库里尔斯克区，长19公里，最高点太平山海拔570米。它是火山臼的壁，北半部充满水，形成了蓬莱湖。高处砂石覆盖地表，中间草地占优势，低地有灌木从。